# Saudron
Saudron é uma comuna francesa na região administrativa de Grande Leste, no departamento de Haute-Marne. Estende-se por uma área de 9,06 km². Em 2010 a comuna tinha 47 habitantes (densidade: 5,2 hab./km²).